# Bébi úr újra munkában
A Bébi úr újra munkában (eredeti cím: The Boss Baby: Back in Business) 2018 és 2020 között vetített amerikai számítógépes animációs vígjátéksorozat, amelyet Brandon Sawyer rendezett, a Bébi úr című 2017-es 3D-s számítógépes animációs film alapján.
A sorozat részei 2018. április 6-án kerültek fel először a Netflixre, Magyarországon szinkronosan 2019. október 15-étől érhető el a Netflixen. 2020. március 1-én a Minimax is bemutatta a sorozatot.

## Szereplők
| Szereplő                 | Eredeti hang             | Magyar hang       |
| ------------------------ | ------------------------ | ----------------- |
| Bébi úr                  | JP Karliak               | Csankó Zoltán     |
| Tim                      | Pierce Gagnon            | Sándor Barnabás   |
| Jimbo                    | Kevin Michael Richardson | Minárovits Péter  |
| Mr. Buksie               | Kevin Michael Richardson | Galbenisz Tomasz  |
| Staci                    | Alex Cazares             | Murányi Tünde     |
| Ted Templeton            | David W. Collins         | Stohl András      |
| Janice Templeton         | Hope Levy                | Szávai Viktória   |
| Csupaháj vezérbébi       | Flula Borg               | Elek Ferenc       |
| Magnus                   | David Lodge              | Bognár Tamás      |
| Hendershot menedzserbébi | Brandon Scott            | Hamvas Dániel     |
| Peg dolgozóbébi          | TBA                      | Kis-Kovács Luca   |
| Csápszáj                 | TBA                      | Láng Balázs       |
| Amal dolgozóbébi         | TBA                      | Renácz Zoltán     |
| Triplets                 | Eric Bell Jr.            |                   |
| Bootsy Calico            | Jake Green               | Karácsonyi Zoltán |
| Marsha Krinkle           | Kari Wahlgren            |                   |
| Flight Attendant         | Kath Soucie              |                   |
| Frederic Estes           | Victor Raider-Wexler     | Papp János        |
| Gigi                     | Nora Dunn                | Halász Aranka     |

## Évados áttekintés
| Évad | Évad | Epizódok | Eredeti sugárzás (Netflix) | Eredeti sugárzás (Netflix) | Magyar sugárzás (Netflix) | Magyar sugárzás (Netflix) |
| Évad | Évad | Epizódok | Évadpremier                | Évadfinálé                 | Évadpremier               | Évadfinálé                |
| ---- | ---- | -------- | -------------------------- | -------------------------- | ------------------------- | ------------------------- |
|      | 1    | 13       | 2018. április 6.           | 2018. április 6.           | 2019. október 15.         | 2019. október 15.         |
|      | 2    | 13       | 2018. október 12.          | 2018. október 12.          | 2019. december 13.        | 2019. december 13.        |
|      | 3    | 11       | 2020. március 16.          | 2020. március 16.          | 2020. március 16.         | 2020. március 16.         |
|      | K    | 1        | 2020. szeptember 1.        | 2020. szeptember 1.        | 2020. szeptember 1.       | 2020. szeptember 1.       |
|      | 4    | 12       | 2020. november 17.         | 2020. november 17.         | 2020. november 17.        | 2020. november 17.        |